# Бомбардировки Таллина во время Второй мировой войны
В течение Второй мировой войны немецкие люфтваффе и советская дальняя авиация несколько раз производили бомбардировки Таллина. Первый раз воздушной бомбардировке город подвергся в июне 1941 года (часть операции Барбаросса). Число бомбардировок увеличилось в 1942—1943 годах. Крупнейшие бомбардировки города были осуществлены в марте 1944 года в связи с Нарвской операцией.

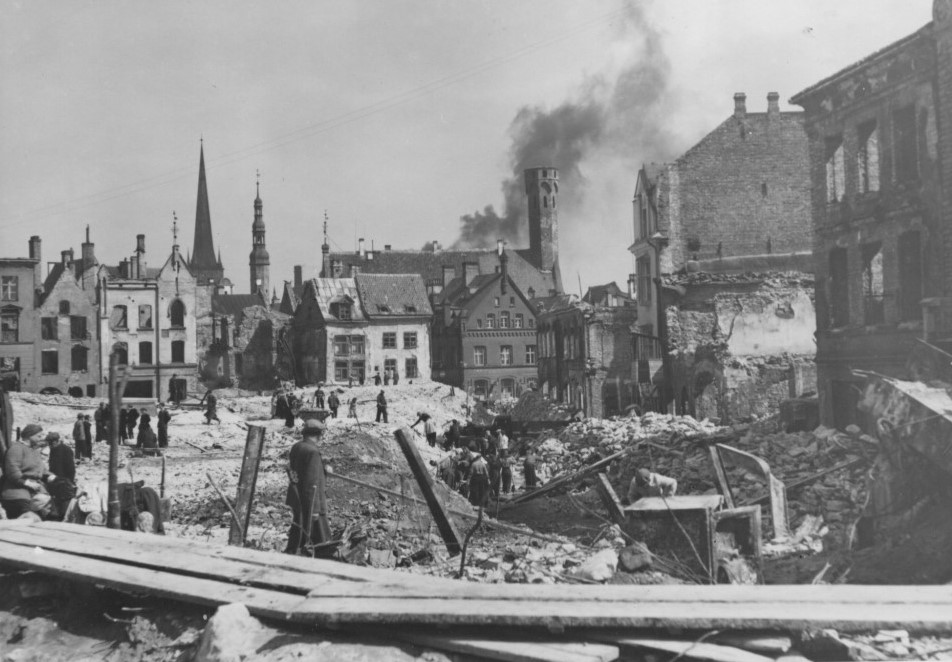
Старый город Таллина после бомбардировки 1944 года

## 1941 год
Люфтваффе начало бомбардировки Таллина с первых дней войны, в июне 1941 года. В августе их интенсивность возросла в связи с попытками советского командования эвакуировать жителей города, части Балтийского флота, подразделения 8-й армии и промышленные активы, важные для военного производства (см.Таллинский переход).

## 1942—1943 годы
Таллин подвергался бомбардировкам советской авиацией несколько раз в течение мая и сентября 1942 года. В 1943 году несколько бомбовых налётов на Таллин было произведено советскими ВВС в феврале, марте, августе и сентябре.

## 1944 год
Наиболее мощная атака советскими ВВС была проведена 9 марта. Неделей ранее мэр Таллина отдал приказ жителям покинуть город, но эвакуация не удалась. Величина атаки превзошла ожидания гражданского населения и командующих группой армий «Север». Пожарные команды испытывали недостаток воды, так как в результате советской диверсии перед воздушным налетом была взорвана городская насосная станция. Военные разрушения были минимальны — несколько разрушенных военных объектов и складов снабжения.
Основной военной потерей было сожжение миллиона литров топлива в топливном хранилище, а также повреждение железнодорожных путей. Однако большинство бомб упало на жилые и общественные здания, включая театр «Эстония», церковь Нигулисте, городскую синагогу, четыре кинотеатра и городские архивы Таллина с коллекциями средневековых документов. Большая часть деревянных пригородов была сожжена, а городской центр потерпел большие разрушения. Согласно официальному отчёту, 757 человек были убиты, из которых 586 были мирными жителями, 50 — военными, 121 — военнопленными; 213 человек получили серьёзные ранения. Позже число жертв возросло до 800 человек. Более 20 000 человек остались без крова над головой, в то время как военные объекты были практически не тронуты.
Сам факт бомбардировки и потери гражданского населения в результате налётов были использованы в пропагандистских целях. Одна из пропагандистских целей состояла в привлечении эстонцев на службу в германских формированиях. На руинах театра «Эстония» был вывешен лозунг:
«Varemeist tõuseb kättemaks!» («Месть восстанет из руин!»). Этот же лозунг стал заголовком газеты 20-й гренадерской дивизий Ваффен-СС (1-й эстонской).
Дата похорон четырёх детей, погибших при советской бомбардировке 27 февраля на школьном дворе в провинции Луунья, позиционировалась как национальный памятный день; Хенриком Виснапуу было опубликовано стихотворение «Uus Herodes» («Новый Ирод»).
Последний налёт советских ВВС произошёл в ночь на 22 сентября 1944 года.

## Памятники
Последние развалины, оставшиеся после бомбардировок, — руины зданий вдоль улицы Харью в Старом городе — долгое время служили мемориалом жертвам налётов. Развалины были засыпаны в 2007 году, а на их месте после тщательных археологических изысканий был разбит парк.
На таллинском кладбище Лийва находится братская могила советских военнопленных, погибших в результате мартовской бомбардировки 1944 года. C 1995 до 2023 года она являлась памятником истории. На могиле был установлен небольшой камень с пятиконечной звездой и надписью «Здесь похоронены 164 советских военнопленных 1941—1944». Согласно опубликованному 30 ноября 2022 года протоколу рабочей группы по советским памятникам при Госканцелярии Эстонии этот памятник был признан «красным монументом», подлежащим замене на нейтральный с надписью «Жертвы Второй мировой войны».

## Упоминания в культуре
Песня «Varemeist tõuseb kättemaks» эстонской рок-группы «HPMA» создана как память о бомбардировках Таллина 9 марта 1944 года.

Таллин после бомбардировки 9 марта 1944 года
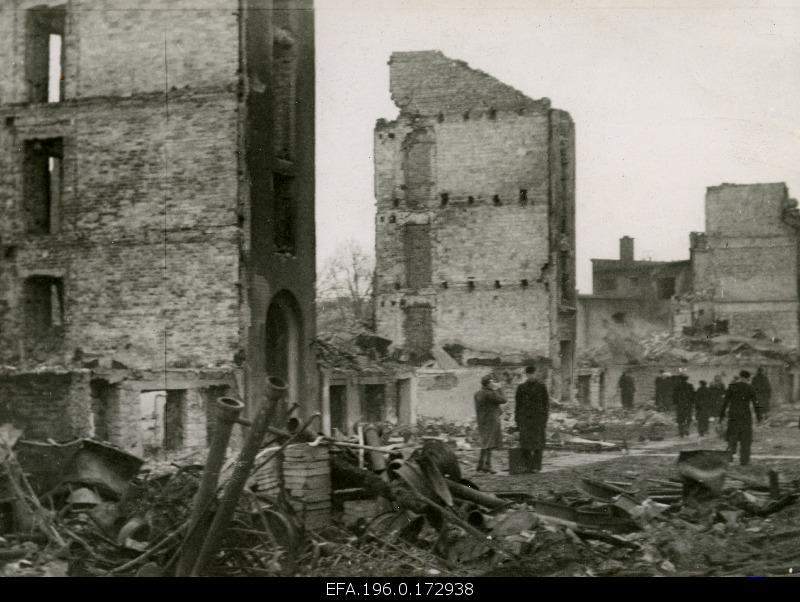
Улица Харью
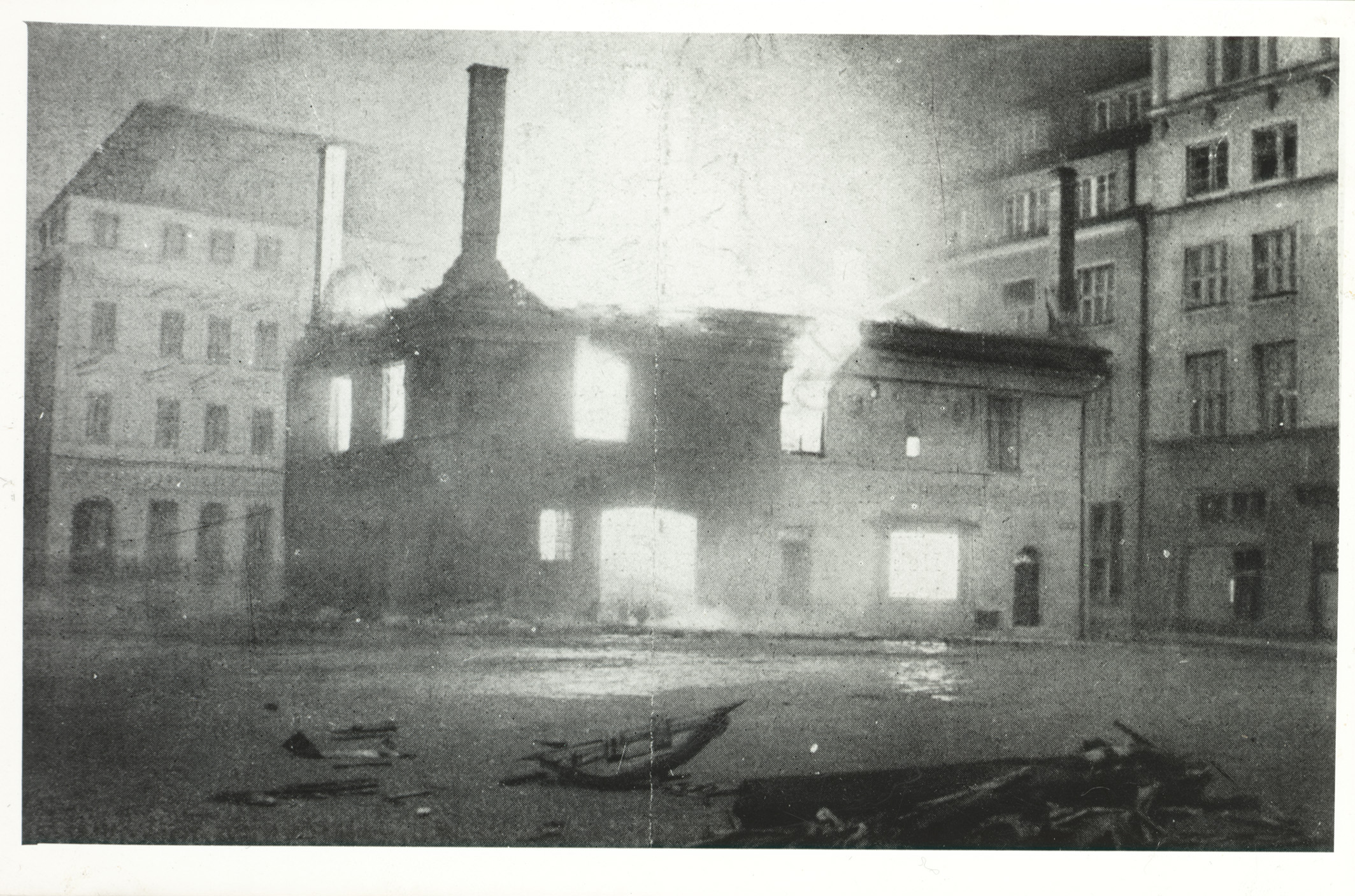
Горящая важница в Старом городе
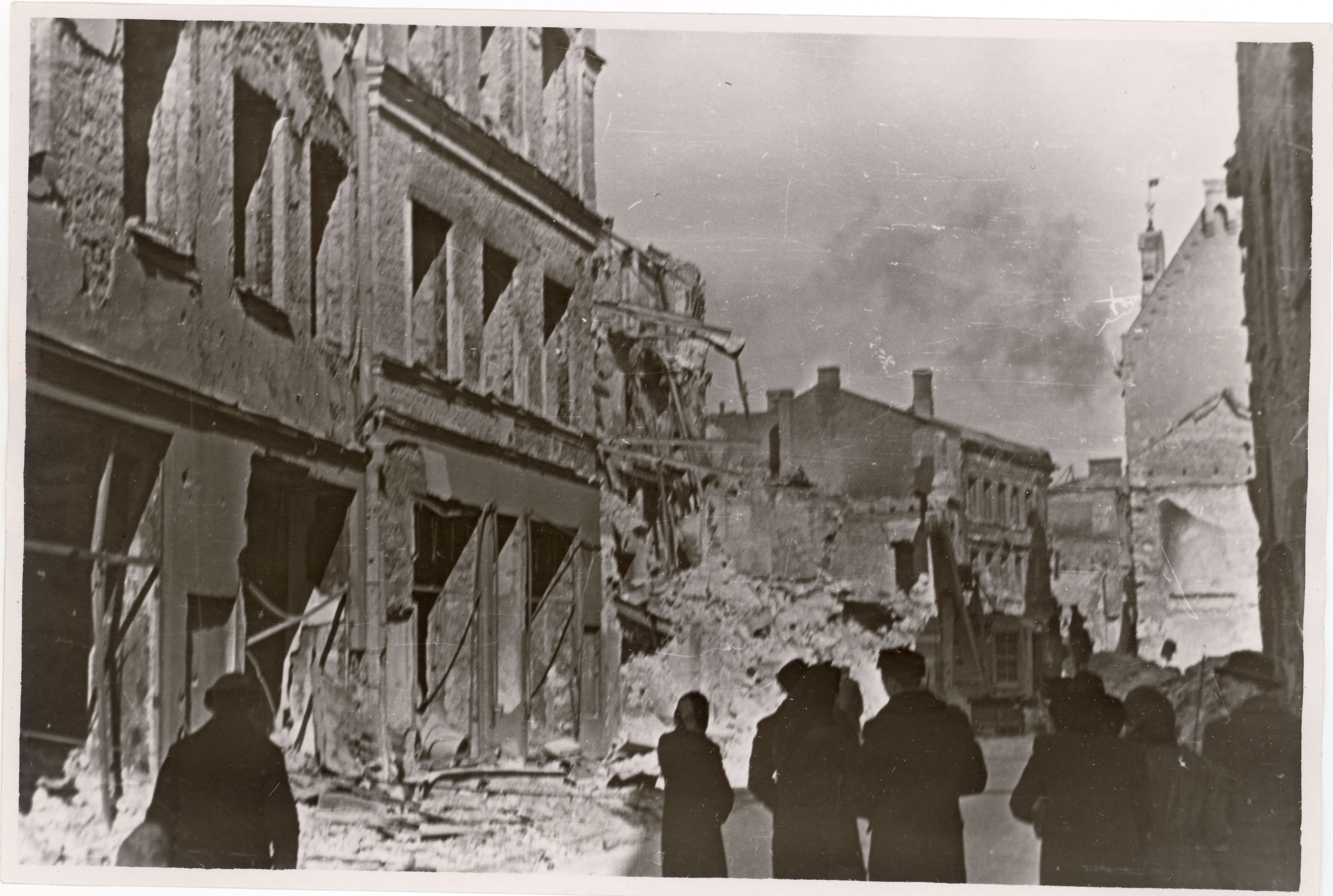
Улица Харью, слева гостиница «Кулд Лыви»
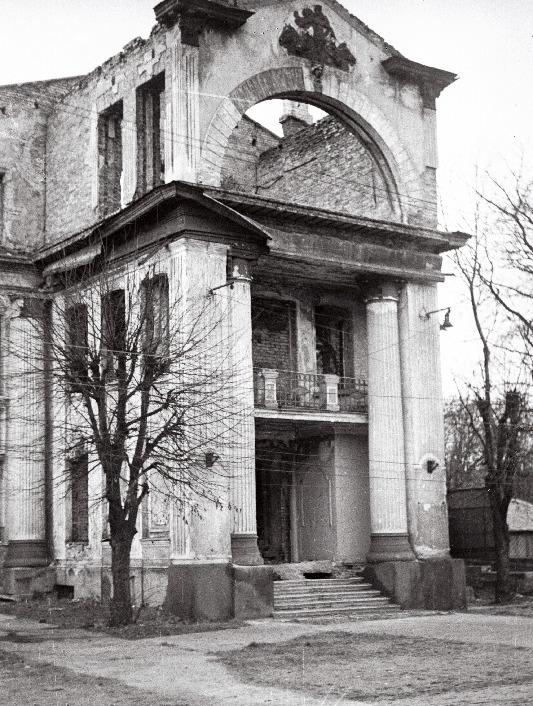
Кинотеатр «Гранд Марина»